# Tiro ai Giochi della XVI Olimpiade - Carabina 300 metri tre posizioni
La competizione della carabina 300 metri tre posizioni di tiro a segno ai Giochi della XVI Olimpiade si è svolta il giorno 1º dicembre 1956 al Merrett Rifle Range a Williamstown.

## Risultato
| Pos.    | Atleta               | Nazione          | Serie   | Serie        | Serie    | Totale |
| Pos.    | Atleta               | Nazione          | A terra | In ginocchio | In piedi | Totale |
| ------- | -------------------- | ---------------- | ------- | ------------ | -------- | ------ |
| Oro     | Vasilij Borisov      | Unione Sovietica | 396     | 383          | 359      | 1138   |
| Argento | Allan Ėrdman         | Unione Sovietica | 392     | 385          | 360      | 1137   |
| Bronzo  | Vilho Ylönen         | Finlandia        | 387     | 382          | 359      | 1128   |
| 4       | Jorma Taitto         | Finlandia        | 392     | 379          | 349      | 1120   |
| 5       | Constantin Antonescu | Romania          | 386     | 374          | 341      | 1101   |
| 6       | John Sundberg        | Svezia           | 384     | 367          | 343      | 1094   |
| 7       | Anders Kvissberg     | Svezia           | 389     | 362          | 342      | 1093   |
| 8       | James Macaulay Smith | Stati Uniti      | 381     | 368          | 333      | 1082   |
| 9       | Sándor Krebs         | Ungheria         | 379     | 364          | 335      | 1078   |
| 10      | Herbert Voelcker     | Stati Uniti      | 385     | 355          | 335      | 1075   |
| 11      | Gerry Ouellette      | Canada           | 370     | 357          | 339      | 1066   |
| 12      | Rubén Váldez         | Perù             | 373     | 338          | 333      | 1044   |
| 13      | Martin Gison         | Filippine        | 387     | 368          | 288      | 1043   |
| 14      | Guillermo Baldwin    | Perù             | 379     | 359          | 302      | 1040   |
| 15      | Wu Tao-Yan           | Taiwan           | 370     | 349          | 306      | 1025   |
| 16      | Ian Wrigley          | Australia        | 382     | 350          | 289      | 1021   |
| 17      | Norman Goff          | Australia        | 372     | 343          | 295      | 1010   |
| 18      | Steffan Cranmer      | Gran Bretagna    | 356     | 336          | 307      | 999    |
| 19      | Chu Hwa-Il           | Corea del Sud    | 338     | 286          | 279      | 903    |
| 20      | Saifi Chaudhry       | Pakistan         | 84      | NP           | 183      | 267    |